# 王振国 (1960年)
王振国（1960年6月—），男，汉族，湖南常德人，中华人民共和国航空宇航推进领域专家，中国共产党党员，第十三届全国人民代表大会解放军和武警部队代表。

## 生平
2018年，王振国被选为解放军和武警部队出席第十三届全国人民代表大会代表。